# Мисак Василь Ігорович
Василь Ігорович Мисак (1978—2022) — солдат збройних сил України, учасник російсько-української війни.

## Життєпис
Народився 19 липня 1978 року в селі Вікняни Івано-Франківської області. Закінчивши школу навчався у професійно-технічному училищі, пройшов строкову службу. 
Разом з родиною проживав у місті Тлумач, працював на СТО. 
Під час повномасштабного вторгнення захищав Україну в лавах 48-ї інженерної бригади.
Загинув 4 серпня 2022 року на Херсонщині.

## Нагороди
- Орден «За мужність» III ступеня[1].